# بخش گراند، شهرستان ماریون، اوهایو
بخش گراند (به انگلیسی: Grand Township) یک منطقهٔ مسکونی در ایالات متحده آمریکا است که در شهرستان ماریون، اوهایو واقع شده‌است.
 بخش گراند ۴۷٫۲ کیلومتر مربع مساحت و ۳۹۱ نفر جمعیت دارد و ۲۷۱ متر بالاتر از سطح دریا واقع شده‌است.